# Omar Hernández
Pablo Omar Hernández Riaño (Bogotà, 20 gennaio 1962) è un ex ciclista su strada e dirigente sportivo colombiano.
Vinse una tappa alla Vuelta a España 1987, unica affermazione da professionista, e indosso per nove giorni la Maglia Amarillo, simbolo del primato in classifica generale, alla Vuelta a España 1989.

## Palmares
- 1984 (dilettanti)

Classifica Generale Vuelta a Chiriquí
- 1985 (dilettanti)

Classifica generale Vuelta a Boyacà
Prologo Vuelta al Táchira (San Cristóbal > San Cristóbal)
- 1987 (Postobon, una vittoria)

20ª tappa Vuelta a España (Avila > Palazuelos de Eresma (Destilerías Dyc))

### Altri successi
- 1986 (Postobon)

Classifica miglior neoprofessionista Vuelta a España
- 1989 (Kelme)

2ª tappa Vuelta a Colombia (El Carmen de Viboral > Rionegro, cronosquadre)

## Piazzamenti

### Grandi Giri
- Giro d'Italia

1988: 47º
- Tour de France

1986: ritirato (12ª tappa)
1987: 24º
1988: ritirato (19ª tappa)
1989: fuori tempo massimo (7ª tappa)
1990: 46º
- Vuelta a España

1986: 13º
1987: 10º
1989: 41º
1990: 56º
1991: ritirato (16ª tappa)

### Competizioni mondiali
- Campionati mondiali

Città del Messico 1980 - In linea Juniores: 18°